# Mariwan
Mariwan (pers. ‏مریوان‎) – miasto w Iranie, w ostanie Kurdystan. W 2006 roku miasto liczyło 91 664 mieszkańców w 22 440 rodzinach.